# Asia Rugby Championship Division 2 2019
El Asia Rugby Championship Division 2 de 2019, fue el torneo de la tercera división organizado por la federación asiática (AR).
El campeonato se organizó con régimen de eliminatoria entre 4 equipos celebrado en el Bang Bon Sport Center de Bangkok, Tailandia.

## Equipos participantes
- Selección de rugby de Emiratos Árabes Unidos
- Selección de rugby de Guam
- Selección de rugby de Kazajistán
- Selección de rugby de Tailandia

## Play off
|  | Semifinales            | Semifinales |           |                        | Final        | Final        |  |
|  | 5 de julio             | 5 de julio  |           |                        | 8 de julio   | 8 de julio   |  |
|  |                        |             |           |                        |              |              |  |
|  |                        |             |           |                        |              |              |  |
|  | Emiratos Árabes Unidos | 82          |           |                        |              |              |  |
|  | Emiratos Árabes Unidos | 82          |           |                        |              |              |  |
|  | Guam                   | 7           |           |                        |              |              |  |
|  | Guam                   | 7           |           | Emiratos Árabes Unidos | 50           |              |  |
|  |                        |             |           | Emiratos Árabes Unidos | 50           |              |  |
|  |                        |             | Tailandia | 12                     |              |              |  |
|  | Tailandia              | 38          | Tailandia | 12                     |              |              |  |
|  | Tailandia              | 38          |           |                        |              |              |  |
|  | Kazajistán             | 20          |           |                        | Tercer lugar | Tercer lugar |  |
|  | Kazajistán             | 20          |           |                        | Tercer lugar | Tercer lugar |  |
|  |                        |             |           |                        |              |              |  |
|  |                        |             |           |                        | Guam         | 10           |  |
|  |                        |             |           |                        | Guam         | 10           |  |
|  |                        |             |           |                        | Kazajistán   | 17           |  |
|  |                        |             |           |                        | Kazajistán   | 17           |  |
|  |                        |             |           |                        |              |              |  |

## Semifinales
| 15 de mayo | Emiratos Árabes Unidos | 82 - 7  | Guam |  |  |
|            |                        | Reporte |      |  |  |

| 15 de mayo | Tailandia | 38 - 20 | Kazajistán |  |  |
|            |           | Reporte |            |  |  |

## Tercer puesto
| 18 de mayo | Kazajistán | 17 - 10 | Guam |  |  |
|            |            | Reporte |      |  |  |

## Final
| 18 de mayo | Tailandia | 12 - 50 | Emiratos Árabes Unidos |  |  |
|            |           | Reporte |                        |  |  |

| Bandera de Emiratos Árabes Unidos               |
| Campeón de la División 2 Emiratos Árabes Unidos |
| Segundo título                                  |